# Jorge Célio Sena
Jorge Célio Sena (Jorge Célio da Rocha Sena; * 13. Januar 1985 in Rio de Janeiro) ist ein brasilianischer Sprinter.
2003 gewann er bei den Leichtathletik-Südamerikameisterschaften in Barquisimeto Bronze über 200 m.
2009 lief er bei den Südamerikameisterschaften in Lima mit der brasilianischen Mannschaft in der 4-mal-100-Meter-Staffel auf dem zweiten Platz ein. Die Silbermedaille wurde der Stafette aberkannt, nachdem eine kurz zuvor bei Sena durchgeführte Dopingkontrolle ein positives Ergebnis für Erythropoetin (EPO) ergeben hatte. Wegen dieses Verstoßes gegen die Dopingbestimmungen wurde eine zweijährige Sperre gegen ihn verhängt.

## Persönliche Bestzeiten
- 100 m: 10,30 s, 5. Juni 2009, Rio de Janeiro
- 200 m: 20,63 s, 4. Mai 2003, Belém